# Godfried I van Perche
Godfried I van Perche ook bekend als Godfried II van Châteaudun (overleden te Chartres in 1040) was van 1008 tot aan zijn dood burggraaf van Châteaudun en van 1032 tot aan zijn dood graaf van Perche.

## Levensloop
Godfried was de zoon van graaf Fulco van Perche en diens echtgenote Melisende, dochter van burggraaf Godfried I van Châteaudun. In 1008 volgde hij zijn oom Hugo I op als burggraaf van Châteaudun nadat die tot aartsbisschop van Tours werd verkozen. Wegens zijn minderjarigheid werd hij in deze functie onder het regentschap geplaatst van zijn moeder. In 1032 volgde hij zijn vader op als graaf van Perche.
Godfried II verbrak de banden met de adel van Blois en begon vijandigheden tegenover bisschop Fulbert van Chartres. Een onsuccesvolle poging om hulp te vinden bij graaf Theobald III van Blois en koning Robert II van Frankrijk resulteerde in 1029 in zijn excommunicatie. Uiteindelijk wist hij terug in de gratie van de kerk te komen door de Heilige Grafkerk van Châteaudun te bouwen. 
Toen hij in 1040 een bezoek bracht aan de stad Chartres, brak er een opstand uit tegen zijn aanwezigheid. Bij deze opstand werd Godfried vermoord. 

## Huwelijk en nakomelingen
Godfried was gehuwd met Helvise, dochter van heer Rainard van Pithiviers. Ze kregen volgende kinderen:
- Godfried (overleden tussen 1015 en 1028)
- Hugo I (overleden in 1044), graaf van Perche en burggraaf van Châteaudun
- Rotrud II (overleden in 1080), graaf van Perche en burggraaf van Châteaudun